# Rodik
Rodik – wieś w Słowenii, w gminie Hrpelje-Kozina. 1 stycznia 2017 liczyła 321 mieszkańców.